# Ancient Rites
Ancient Rites es una banda de metal formada en Bélgica en 1988. 

## Historia
Inicialmente la formación de la banda consistió en los guitarristas Johan y Phillip, el baterista Stefan, y Gunther en las voces.En 1990 se publicó un demo llamado Dark Ritual (Demo) con el que obtuvo atención. Poco después del lanzamiento de ese demo Phillip murió en un accidente de coche y el baterista Stephan se suicidó.Sin embargo la banda decidió continuar y por eso reclutaron al baterista Walter Van Cortenberg.
Como Johan decidió dejar la escena musical, la banda encontró reemplazo para él. Así, la nueva formación consistió en los guitarristas Pascal y Bart Vandereycken.Con esta formación se lanzó su primer EP llamado Evil Prevails y otros álbumes. Al final Pascal fue despedido por su falta de dedicación. 
En 1994 se lanza su primer álbum de larga duración llamado The Diabolic Serenades. Con esta formación también se grabó su segundo álbum titulado Blasfemia Eternal que fue lanzado en mayo de 1996, pero justo después de su lanzamiento Bart deja la banda.
En esa época músicos belgas y no belgas ayudaron a la banda en varios tours. Entre 1998 y 2003, la banda publicó varios álbumes de estudio como Fatherland y Dim Carcosa, el álbum en vivo llamado And The Hordes Stood As One y una compilación de 1989-1999 llamada The First Decade 1989-1999. En 2006 publicaron un nuevo álbum titulado Rubicon.

## Miembros actuales
- Erik Sprooten - Guitarra
- Domingo Smets - Bajo
- Walter Van Cortenberg - Batería
- Davy Wouters - Teclados
- Gunther Theys - Voces

### Miembros anteriores
- Jan "Örkki" Yrlund - Guitarra (en And The Hordes Stood As One, Scenes of Splendour, Dim Carcosa, The First Decade 1989-1999 y Fatherland)
- Domingo Smets - Teclado (en Dim Carcosa & Scenes of Splendour")
- Stefan - Batería (en The First Decade 1989-1999 y Dark Ritual)
- Philip - Guitarra (en The First Decade 1989-1999 y Dark Ritual)
- Johan - Guitarra (en The First Decade 1989-1999 y Dark Ritual)
- Pascal - Guitarra (en Evil Prevails (Split w/ UNCANNY/12")
- Raf Jansen - Guitarra y voces (en Rubicon)
- Bart Vandereycken - Guitarra (en Rubicon,Blasfemia Eternal,Diabolical Serenades)

## Discografía

### Álbumes y EP
- Evil Prevails (EP) - (1992)
- The Diabolic Serenades - (1994)
- Blasfemia Eternal - (1996)
- Fatherland - (1998)
- The First Decade 1989-1999 (compilación) - (1999)
- Dim Carcosa - (2001)
- And The Hordes Stood As One (vivo) - (2003)
- Rubicon - (2006)
- Laguz - (2015)

### VHS y DVD
- Scenes of Splendour (VHS) - (2001)
- And The Hordes Stood As One (DVD) - (2003)

### Demos
- Dark Ritual (Demo) - (1990)
- Promo 1992 (Demo) - (1992)
- Longing for the Ancient Kingdom II / Windows (Split w/ Renaissance) - (1993)
- Thou Art Lord / Ancient Rites (Split w/ Thou Art Lord) - (1993)
- Uncanny / Ancient Rites (Split w/ Uncanny) - (1993)
- Scared by Darkwinds / Longing for the Ancient Kingdom II (Split w/ Enthroned) - (1994)